# Convergence (économie)
Pour les articles homonymes, voir Convergence.
La convergence est, en économie, le phénomène par lequel le PIB par habitant de pays pauvres s'aligne progressivement sur celui de pays riches. L'existence d'une loi économique de la convergence fait l'objet de débats économiques et historiques.

## Concept
La convergence économique désigne l'alignement d'une économie sur une autre. En économie du développement, on appelle « théorie de la convergence » la théorie, téléologique, selon laquelle toutes les économies sont appelées à converger.
La convergence ne s'est pas généralisée dans le monde. Certains pays ont connu une convergence forte du fait de taux de croissance nettement supérieurs à ceux des pays riches, comme le Japon. Si l'archipel avait un PIB trois fois inférieur à celui de l'Uruguay en 1870, il lui est trois fois supérieur en 2010.

## Typologie

### Sigma-convergence
La sigma-convergence est la réduction progressive de la dispersion des niveaux de revenus entre les pays. Elle se mesure par l'évolution, au cours du temps, de l'écart type de revenus par tête entre les pays.

### Beta-convergence
La beta-convergence est la convergence de richesse par habitant entre pays sur la base d'une augmentation des dynamiques de croissance dans les pays pauvres, qui mène à un rattrapage.

### Convergence conditionnelle
La convergence conditionnelle est la convergence entre deux pays qui partagent des facteurs structurants similaires. La convergence conditionnelle est possible à condition que les pays disposent de caractéristiques structurelles similaires (les mêmes fondamentaux macroéconomiques). La convergence conditionnelle a lieu si un pays connaît une convergence absolue sur le sentier d'équilibre d'un autre pays, sentier déterminé par les caractéristiques fondamentales (taux d'investissement, taux de croissance démographique, etc.) du pays de référence.

## Modèles

### Modèle de Solow
Le modèle de Solow estime qu'une augmentation de l'accumulation du capital par travailleur permet sur le long terme une convergence des économies.